# TCDD E23000
TCDD Е23000 — современный турецкий электропоезд, производящийся компанией Hyundai-Rotem. Производство началось в 2009 году, эксплуатация - в 2010 году. По состоянию на январь 2012 построено 43 из 66 заказанных составов. Все поезда будут обслуживать IZBAN (пригородные железные дороги Измира).